# Rui Amaral
Rui Alberto Barradas do Amaral (ur. 25 września 1943 w Porto) – portugalski polityk, ekonomista i nauczyciel akademicki, dwukrotny sekretarz stanu, deputowany do Zgromadzenia Republiki, od 1986 do 1994 poseł do Parlamentu Europejskiego II i III kadencji, od 1987 do 1989 jego wiceprzewodniczący.

## Życiorys
Ukończył ekonomię na Uniwersytecie w Porto, później kształcił się w zakresie ekonomii pracy na Uniwersytecie Kalifornijskim w Berkeley. Doszedł do stanowiska profesora, został też porucznikiem rezerwy portugalskiej armii. Został członkiem Partii Socjaldemokratycznej, wybrano go członkiem jej rady narodowej. W wyborach w 1979 po raz pierwszy zasiadł w Zgromadzeniu Republiki, później uzyskiwał reelekcję w 1980, 1983 i 1985. Reprezentował też swój kraj w Zgromadzeniu Parlamentarnym NATO i Zgromadzeniu Parlamentarnym Rady Europy. W latach 1974–1976 był sekretarzem stanu ds. administracji publicznej, a w latach 1983–1985 – ds. zatrudnienia i szkolnictwa zawodowego.
Od 13 lutego 1986 do 13 września 1987 był krajowym delegatem do Parlamentu Europejskiego. W 1987 po raz pierwszy został wybrany w wyborach do Europarlamentu, w 1989 uzyskał reelekcję. Przystąpił do frakcji liberałów, demokratów i reformatorów, w latach 1987–1992 pełnił funkcję jej wiceprzewodniczącego. Od stycznia 1987 do lipca 1989 pozostawał zastępcą przewodniczącego Parlamentu Europejskiego. Był także szefem (1989–1992) i wiceszefem (1992–1994) Komisji ds. Transportu i Turystyki, a także członkiem Komisji ds. Młodzieży, Kultury, Edukacji, Informacji i Sportu oraz Komisji Budżetowej.